# Спомен-биста Божидарки Дамњановић-Марковић Кики у Младеновцу
Спомен-биста Божидарки Дамњановић-Марковић Кики је споменик у Београду. Налази се у парку надомак зграде општине Младеновац.

## Опште карактеристике
Спомен биста је подигнута 9. маја 2017. године поред спомен бисте Милосава Влајића. Спомен биста је рад вајара Ота Лога урађена 2010. године у ливници „Браће Јеремић“. Израда је финансирана добровољним прилозима.
Посвећена је Божидарки Дамњановић-Марковић Кики (Младеновац, 25. септембар 1920 — Београд, 17. јануар 1996), учесници Народноослободилачке борбе и народном хероју Југославије.